# Arbetsrättsprotesterna i Frankrike 2006
Arbetsrättsprotesterna i Frankrike 2006 pågick under februari, mars och april 2006 i protest mot förändringar i den franska arbetsrätten. Den utlösande faktorn var den av premiärminister Dominique de Villepin föreslagna, och av det franska parlamentet antagna, förstaanställningskontraktet (franska Contrat Première Embauche). Protesterna riktade sig dock även mot det i augusti 2005 införda nyanställningskontraktet, samt mot otrygga anställningar i allmänhet.

## Händelseförlopp

### Januari

#### 31 januari
Studentföreningar och gymnasieelevsföreningar uppmanar till en protestvecka mot det föreslagna nyanställningskontraktet. 

### Februari

#### 7 februari
Trots att de Villepin ännu inte godkänt förslaget om det nya nyanställningskontraktet tågar 400 000 personer i sammanlagt 187 demonstrationer runt om i Frankrike.  

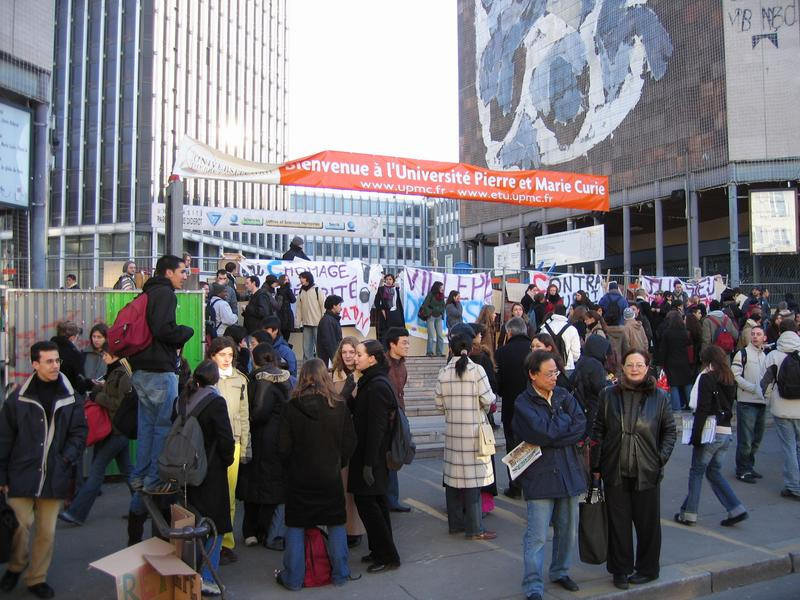
Campus Universitaire de Jussieu i Paris huvudentré blockerad av studenter

### Mars

#### 7 mars
Mellan 396 000 (polisens uppgifter) och en miljon (CGTs uppgifter) människor deltog vid demonstrationer runt om i Frankrike. I Rennes tog sig demonstranter in på en järnvägsstation och stoppade tågtrafiken, vilket polisen besvarade med tårgas.

#### 15 mars
Studenter blockerar järnvägsstationen i Nantes, vars universitet är ockuperat sånär som på den medicinska fakulteten.

#### 16 mars
Studenter och gymnasieelever protesterar runtom i landet. I Nantes trängde ett hundratal personer in i stadshuset, och över 100 studenter blockerade gatorna kring Musée du Louvre i Paris med sina cyklar. Demonstranter samlades även på Place d'Italie i södra Paris. 

#### 18 mars
Demonstrationer runtom i Frankrike som samlar mellan 500 000 (myndigheternas uppskattning) och 1,4 miljoner (arrangörernas uppskattning) människor för att protestera mot förstaanställningskontraktet. 

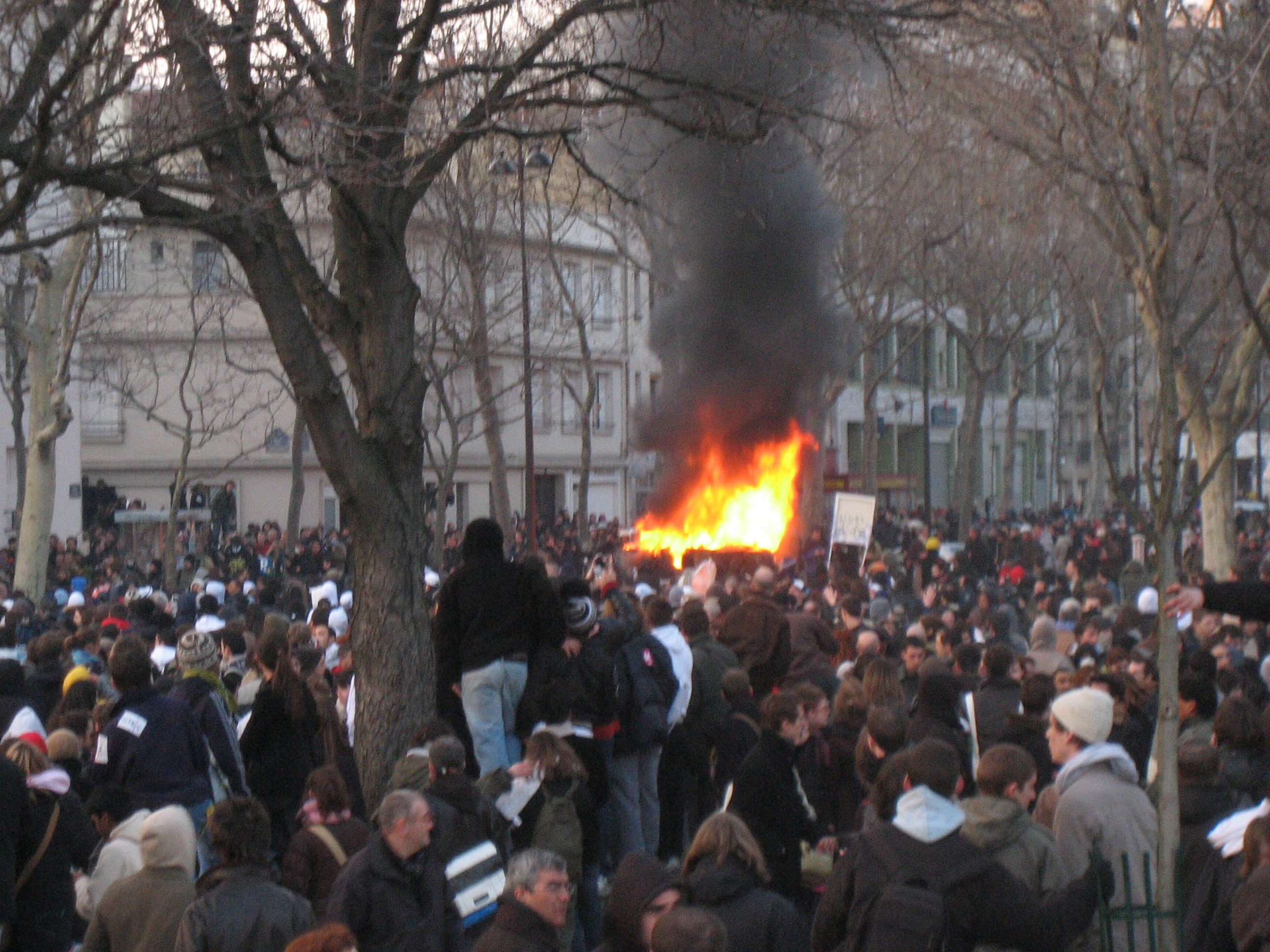
En bil bränns upp av demonstranter på Place de la Nation under demonstrationerna 18 mars

#### 28 mars
Fackföreningarna utlyser generalstrejk och aktionsdag mot förstaanställningskontraktet. Mellan 1 (myndigheternas uppskattning) och 3 miljoner (studentförbundet UNEFs uppskattning) deltog i demonstrationer runt om i landet. I Paris utbröt även våldsamheter mellan demonstranter och militärpolis som använde tårgas, vattenkanoner och sköt märkfärg mot demonstranter som angrep dem med allehanda tillhyggen. 

### April

#### 2 april
Frankrikes president Jacques Chirac undertecknar lagen om förstaanställningskontraktet, men lovar att den ska modifieras innan den börjar tillämpas. 

#### 4 april
Generalstrejk och nya massdemonstrationer runt om i hela landet. Mellan 1 miljon (CGTs uppskattning) och 3 miljoner (polisens uppskattning) deltog i demonstrationerna. Stora demonstrationer i Bordeaux, Nantes och Marseille. I Paris deltog enligt polisen 84 000, och enligt CGT 700 000 i demonstrationen. Talesmän för regeringskoalitionen UMP meddelade att man var redo att förhandla med fackföreningarna.

#### 7 april
Enligt de franska myndigheterna är 43 av Frankrikes 84 universitet fortfarande ockuperade som en del i protesterna mot förstaanställningskontraktet. Runt om i landet blockeras vägar, järnvägsstationer, skolor och arbetsplater.
I Paris rammar en bilist en av de demonstrationer som blockerade en väg nära Sorbonne-universitetet. Bilisten körde rakt in i folkmassan och skadade mellan 7 och 10 personer. Den uppretade folkmassan angrep bilen, välte och slog sönder den samt misshandlade föraren och passagerarna innan kravallpolis kunde skingra folkmassan och gripa chauffören.

#### 10 april
President Jacques Chirac meddelar att förstaanställningskontraktet kommer att avskaffas, och ersättas med arbetsmarknadspolitiska åtgärder som syftar till att få in fler ungdomar på arbetsmarknaden. 

#### 11 april
Studentföreningarna och fackföreningarna meddelar att man tänker genomföra den planerade massdemonstrationen, som en segerparad för att förstaanställningskontraktet dragits tillbaka. CGT:s ordförande Bernard Thibault menade att kampen nu måste riktas mot nyanställningskontraktet, ett tidigare antaget anställningskontrakt som innebär regler liknande dem i förstaanställningskontraktet fast endast gäller i småföretag.